# روح (ألبوم)
روح هو الألبوم الرابع الرسمي للمطربة المغربية أسماء لمنور، تم إنتاج وتوزيع الألبوم من قبل شركة روتانا وذلك عام 2010.

## الأغاني
- روح
- العفو
- ابشرك
- جونيمار
- ويل
- الشباك
- كل مالمحتك
- ما يحتاج
- اجي دابا
- احتويني
- تودعني
- اقدم نفسي
- شسوي
- الكلمة الحلوة

## روابط خارجية
- الألبوم على قناة روتانا موقع يوتيوب.